# إقبال مسيح

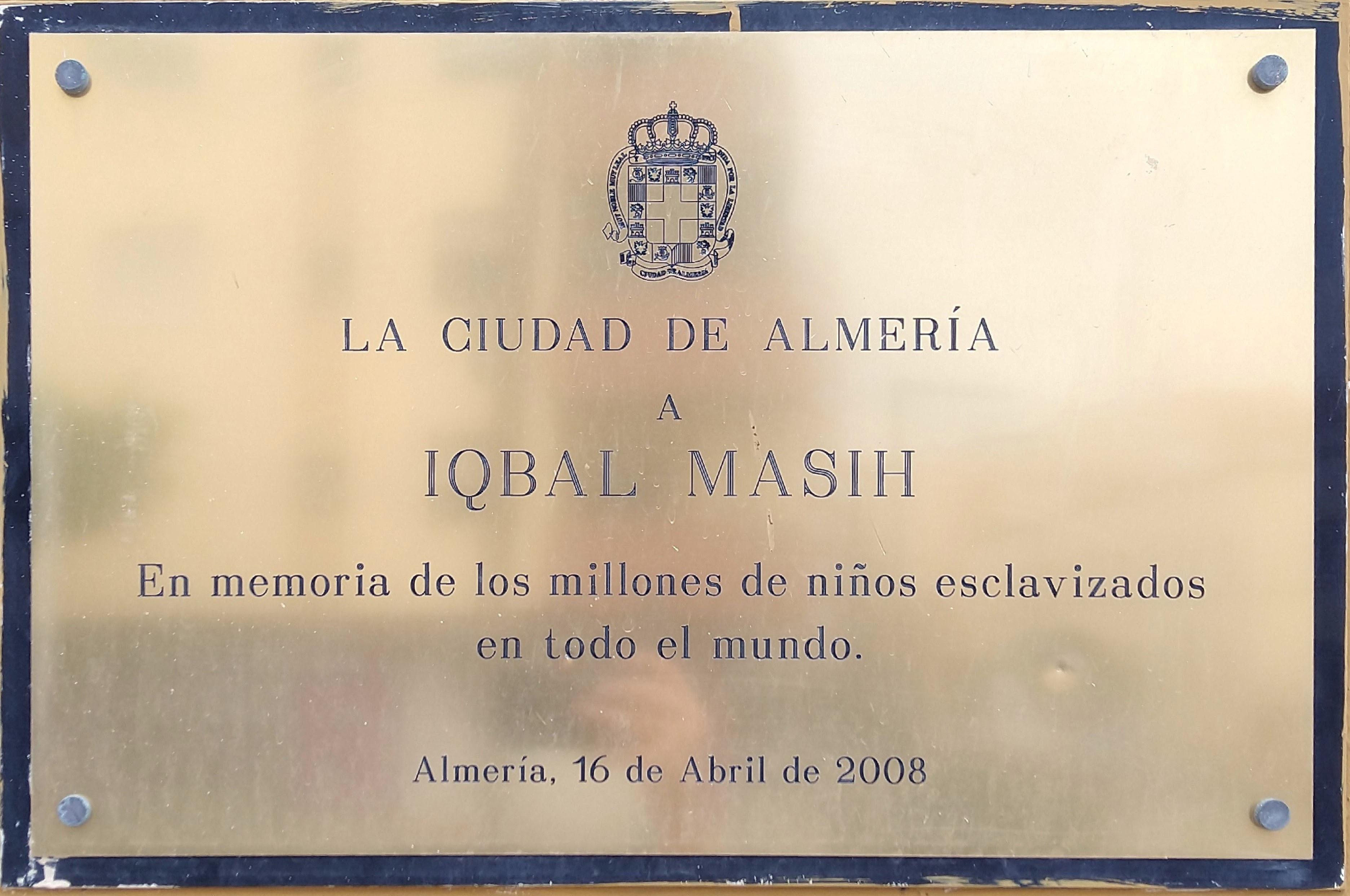
لوحة تذكارية في مدينة ألمرية بإسبانيا.

إقبال مسيح (1 يناير 1983 - 16 أبريل 1995) هو طفل باكستاني أصبح رمزاً لمكافحة استرقاق وعمالة الأطفال في العالم النامي، تم بيعه وهو في الخامسة من عمره للعمل في مصنع للسجاد، وعندما أصبح مراهقا هرب ونجح في تحرير عدد كبير من الأطفال، قُتل على إثرها رميا بالرصاص.

## مسيرته
ولد إقبال مسيح في عام 1983 في موريدكي، وهي مدينة تجارية خارج لاهور في باكستان. في سن الرابعة قامت عائلته ب"بيعه"، مقابل اقتراض 600 روبية (7,42 دولار) من صاحب معمل للسجاد، وفي المقابل، كان مطلوبا من إقبال العمل معه حتى يتم دفع ديون أسرته. فكان إقبال يبدأ العمل قبل الفجر ويشق طريق مظلمة إلى المصنع، حيث كان معظم الأطفال الآخرين يعملون وهم مقيدون بإحكام بسلاسل لمنع هروبهم. وكان يعمل لمدة 14 ساعة في اليوم، سبعة أيام في الأسبوع، مع وجود استراحة لمدة 30 دقيقة، وكان كل يوم عمل يساوي 3 سنتات من ديون قرض أسرته.

### هروبه
في سن العاشرة، هرب إقبال من العبودية بعد علمه بأن طريقة عمله أصبحت غير قانونية من قبل المحكمة العليا في باكستان، ولكن ألقي القبض عليه من قبل الشرطة وتم إعادته إلى رب عمله. هرب إقبال مرة ثانية وانضم إلى جبهة في باكستان تناضل من أجل وقف عمالة الأطفال في جميع أنحاء العالم. ساعد إقبال أكثر من 3000 طفل باكستاني على الهروب والحصول على الحرية، وجال في العالم يلقي خطابات حول عمالة الأطفال. وقرر إقبال الدراسة فأكمل أربع سنوات من الدراسة في غضون عامين.

### اغتياله
تم اغتيال إقبال في موريدكي يوم 16 أبريل 1995، بعد وقت قصير من عودته من رحلة في أمريكا. حسب بعض الروايات أن قاتله هو أحد المزارعين، بينما يرجح آخرون سبب اغتياله لنشاطه في محاربة العبودية. وحضر جنازته ما يقرب من 800 من المشيعين.

## تراثه
كانت قصة إقبال سبب في إنشاء عدة منظمات مثل حرروا الأطفال (Free the Children)، وهي مؤسسة خيرية مقرها كندا، ومؤسسة Iqbal Masih Shaheed Children Foundation, التي أسست أكثر من 20 مدرسة في باكستان. وفي يناير 2009 أنشأ الكونغرس في الولايات المتحدة جائزة إقبال مسيح السنوية للقضاء على عمالة الأطفال.
في عام 1994، زار إقبال مدرسة في كوينسي، ماساتشوستس، وتحدث إلى طلاب الصف 7 عن حياته. وعندما علم الطلاب بخبر وفاته، قرروا جمع الأموال وبناء مدرسة تكريما له في باكستان.

## روابط خارجية
- إقبال مسيح على موقع IMDb (الإنجليزية)